# 金布瑟尔
金布瑟尔（羅馬化：Jambusar）是印度古吉拉特邦珀鲁杰县的一个城镇。总人口38771（2001年）。

## 人口
该地2001年总人口38771人，其中男性20123人，女性18648人；0—6岁人口5489人，其中男2889人，女2600人；识字率67.05%，其中男性为74.90%，女性为58.58%。